# Cingoli
Cingoli je italská obec v provincii Macerata v oblasti Marche.
V roce 2012 zde žilo 10 537 obyvatel.

## Sousední obce
Apiro, Appignano, Filottrano (AN), Jesi (AN), San Severino Marche, Staffolo (AN), Treia

## Vývoj počtu obyvatel
Zdroj: 